# Priolepis nocturna
Priolepis nocturna är en fiskart som först beskrevs av Smith, 1957.  Priolepis nocturna ingår i släktet Priolepis och familjen smörbultsfiskar. Inga underarter finns listade i Catalogue of Life.